# Joseph Pickford

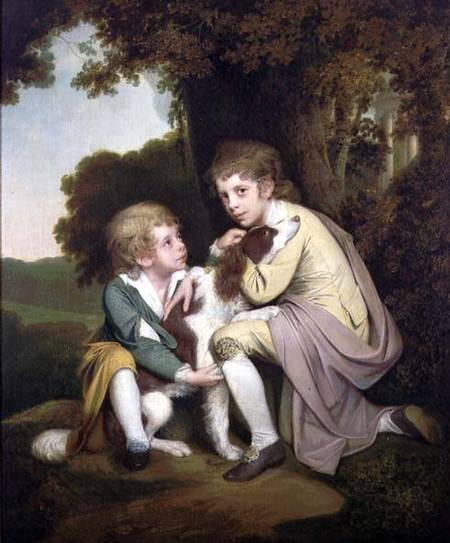
Los hijos de Joseph Pickford, pintados por Joseph Wright.

Joseph Pickford (1736-1782) fue un arquitecto inglés, uno de los principales provinciales en el reinado de Jorge III.

## Biografía

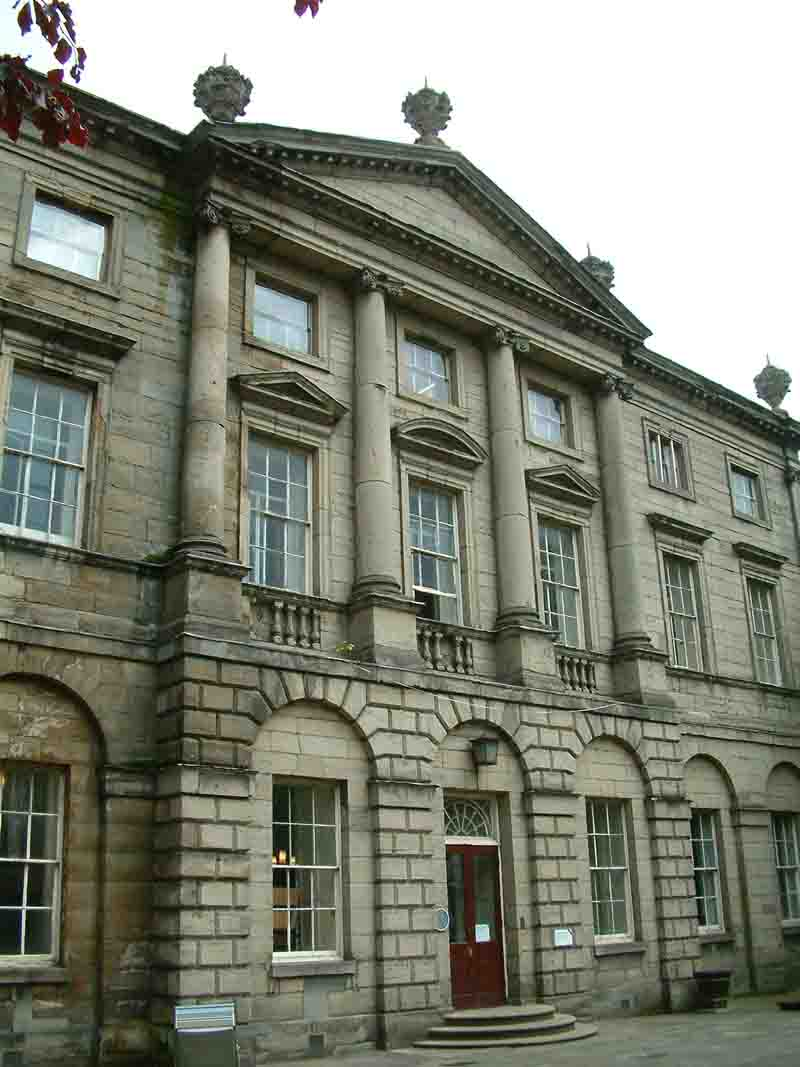
St. Helen's House

Pickford nació en Warwickshire en 1736, pero se trasladó a Londres en niño cuando su padre murió. La formación inicial de Pickford se llevó a cabo a través del escultor Joseph Pickford (su tío), en su establecimiento en Hyde Park, Londres. Pickford a la vez tenía oficinas en Londres y Derby. El arquitecto se trasladó a Derby alrededor de 1759, donde fue agente de los arquitectos Foremark Hall. Se casó con la hija del agente Wenman Coke. La casa que diseñó para sí mismo, el número 41 de la Friar Gate, ahora es el Pickford's House Museum (Museo de la Casa de Pickford) y también un edificio clasificado Grado I. Sin embargo, desde abril de 2006 el edificio solo está disponible para grupos concertados previamente.
Pickford ha trabajado extensamente en los condados de Midland de Inglaterra, sobre todo con el diseño de casas de campo y ciudad en el estilo de Palladio. Un número significativo de sus amigos y clientes eran miembros de la influyente Sociedad Lunar, como el alfarero Josiah Wedgwood, el pintor Joseph Wright de Derby, y los inventores Matthew Boulton y John Whitehurst.

## Principales obras

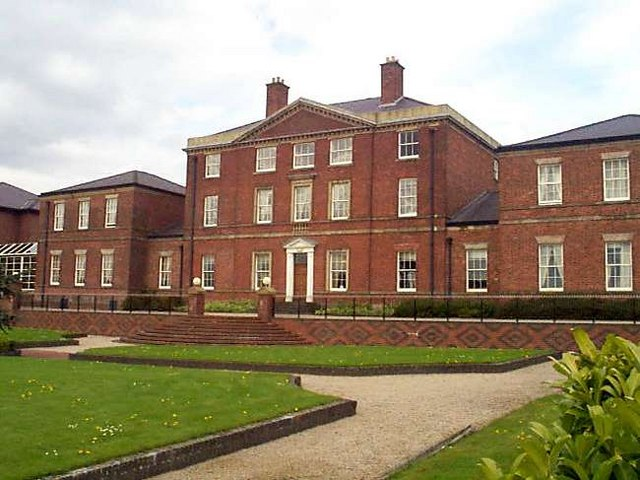
Etruria Hall

- St Helen's House, King Street, Derby, Derbyshire (1766-67) de John Gisbert.
- Hams Hall, Coleshill, Warwickshire para CB Adderely (1768, hoy demolido).
- Etruria Hall, Stoke on Trent, Staffordshire, para Josiah Wedgwood (1768-1770, ahora parte de un hotel).
- St Mary's Church, Birmingham, West Midlands (1773-4, ahora demolida).